# Felixstowe (stacja kolejowa)
Felixstowe (ang: Felixstowe railway station) – stacja kolejowa w miejscowości Felixstowe, w hrabstwie Suffolk, w Anglii.
Jest to stacja końcowa 18,91 km Felixstowe Branch Line z Westerfield, ale wszystkie pociągi zaczynają swój bieg od Ipswich, 25,96 km.
Została otwarta przez Great Eastern Railway (GER) w 1898 roku, jako stacja kolejowa Felixstowe Town, ale od 1967 roku jest jedyną stacją w mieście. Pociągi w 2012 obsługiwane są przez Abellio Greater Anglia.

## Połączenia
Pociągi są obsługiwane przez Abellio Greater Anglia i uruchomiają w ciągu dnia połączenia pomiędzy Ipswich i Felixstowe, zatrzymujące się na wszystkich stacjach. Kursują one co godzinę, przez większość dnia, ale w niedzielę kursy rozpoczynają się później niż w dni powszednie. Są one obsługiwane głównie przez jednostki 153.

## Linie kolejowe
- Felixstowe Branch Line